# Miss Cameroun 2014
Miss Cameroun 2014, est la 10e élection de Miss Cameroun, s'est déroulée le 25 juillet 2014 au Palais des congrès de Yaoundé.
La gagnante, Larissa Ngangoum, succède à Valérie Ayena, Miss Cameroun 2013.

## Classement final
| Titre              | Candidates                        |
| ------------------ | --------------------------------- |
| Miss Cameroun 2014 | - USA - Larissa Ngangoum          |
| 1re dauphine       | - Littoral - Florence Epée Ngasse |
| 2e dauphine        | - Adamaoua - Geneviève Abbé       |
| 3e dauphine        | - Ouest - Linda Gueyape Kamdem    |
| 4e dauphine        | - Est - Elise Flore Ngo Petnwet   |
| 5e dauphine        | - Sud - Christelle Fleur Oyono    |

## Candidates
| Région représentée                | Nom                                  | Âge    | Taille |
| --------------------------------- | ------------------------------------ | ------ | ------ |
| Miss Ouest                        | Linda Kamdem Gueyape                 | 23 ans | 1,75 m |
| Miss Sud-Ouest                    | Stéphanie Blanche Yimga              | 21 ans | 1,72 m |
| Miss Littoral                     | Florence Epée Ngasse                 | 21 ans | 1,72 m |
| Miss Adamaoua                     | Geneviève Abbé                       | 21 ans | 1,74 m |
| Miss Sud                          | Christelle Fleur Oyono               | 24 ans | 1,72 m |
| Miss Est                          | Elise Flore Ngo Petnwet              | 22 ans | 1,70 m |
| Miss Nord                         | Diane Biata                          | 24 ans | 1,80 m |
| Miss Centre                       | Ekobo Paul Marie                     | 26 ans | 1,79 m |
| Miss Extrême-Nord                 | Ange Lydia Adama Sala                | 22 ans | 1,81 m |
| Miss Nord-Ouest                   | Christabel Nogha                     | 20 ans | 1,76 m |
| Miss Cameroun USA                 | Larissa Ngangoum                     | 24 ans | 1,80 m |
| 1re dauphine de Miss Littoral     | Octavia Coralie Ngo Sap              | 25 ans | 1,74 m |
| 1re dauphine de Miss Sud-Ouest    | Josette Enjeck Mbacham               | 26 ans | 1,72 m |
| 1re dauphine de Miss Adamaoua     | Marie-Rose Minda Guende              | 21 ans | 1,73 m |
| 1re dauphine de Miss Est          | Ela Alegue Evina Mvolo               | 19 ans | 1,70 m |
| 1re dauphine de Miss Centre       | Rosine Diane Souk Bekoume            | 22 ans | 1,70 m |
| 1re dauphine de Miss Extrême-Nord | Stephanie Taine Koska Berengere      | 22 ans | 1,80 m |
| 1re dauphine de Miss Nord         | Jeanne Mbanda                        | 22 ans | 1,70 m |
| 1re dauphine de Miss Sud          | Laure Makane Basame                  | 19 ans | 1,68 m |
| 2e dauphine de Miss Ouest         | Eliane Edou Ngoudeu                  | 19 ans | 1,74 m |
| 2e dauphine de Miss Centre        | Rochelvie Christelle Kenembeni Ndeme | 24 ans | 1,70 m |
| 2e dauphine de Miss Sud-Ouest     | Sandrine Befolo                      | 22 ans | 1,72 m |
| 2e dauphine de Miss Est           | Laetitia Céleste Money Timba         | 23 ans | 1,70 m |
| 2e dauphine de Miss Nord-Ouest    | Marie-Noël Ngougoho                  | 25 ans | 1,85 m |

## Déroulement de la cérémonie

### Prix attribués
| Prix           | Nom                                |
| -------------- | ---------------------------------- |
| Miss Cuisine   | Littoral - Florence Epée Ngasse    |
| Miss Talent    | Ouest - Linda Gueyape Kamdem       |
| Miss Internet  | USA - Larissa Ngangoum             |
| Miss Social    | Sud-Ouest - Josette Enjeck Mbacham |
| Miss Top Model | Ouest - Linda Gueyape Kamdem       |

## Observations

### Représentations aux concours internationaux
- Larissa Ngangoum, Miss Cameroun USA et Miss Cameroun, a représenté le Cameroun au concours Miss Monde 2014. Elle ne se classe pas[2].
- Florence Epée Ngasse, Miss Littoral et première dauphine de Miss Cameroun, a représenté le Cameroun au concours Miss Heritage 2014. Elle ne se classe pas. Le 15 novembre 2014, elle a terminé 1re dauphine au concours Miss Naïades 2014[3]. Elle a été élue Miss Afrique de l'Ouest international 2014 au Nigéria[4].
- Linda Gueyape Kamdem, Miss Ouest et troisième dauphine de Miss Cameroun, a représenté le Cameroun au concours Miss Naïades 2014 avec Florence Epée Ngasse, première dauphine de Miss Cameroun[5]. Elle a notamment participé à Miss Cemac 2015 à N’Djaména, au Tchad[6].